# Gustav Storm
Gustav Storm (né le 18 juin 1845 à Rendalen et décédé le 23 février 1903 à Kristiania) était un historien norvégien.

## Vie et travail
Storm obtient son diplôme de Philologie a pris  en 1868. Son premier écrit Sur la littérature en vieux norrois  (1869), est un travail de critique historiquequi était encore avec le pionnier tekstkritiske travail Snorri Sturlassons historieskrivning (1873). En 1874, il obtient son doctorat. Chercheur à l'université en 1875, il devient en 1877, professeur d'histoire à l'université d'Oslo. Il y exerce une grande influence, non seulement en tant que professeur, mais aussi sur l'université. 
Si son sujet de prédilection était le Moyen-Âge en Norvège, Storm a écrit un grand nombre de publication sur l'histoire, la philologie et la géographie.Il a traduit les Heimskringla en norvégien dans une grande édition populaire parue en 1899. 

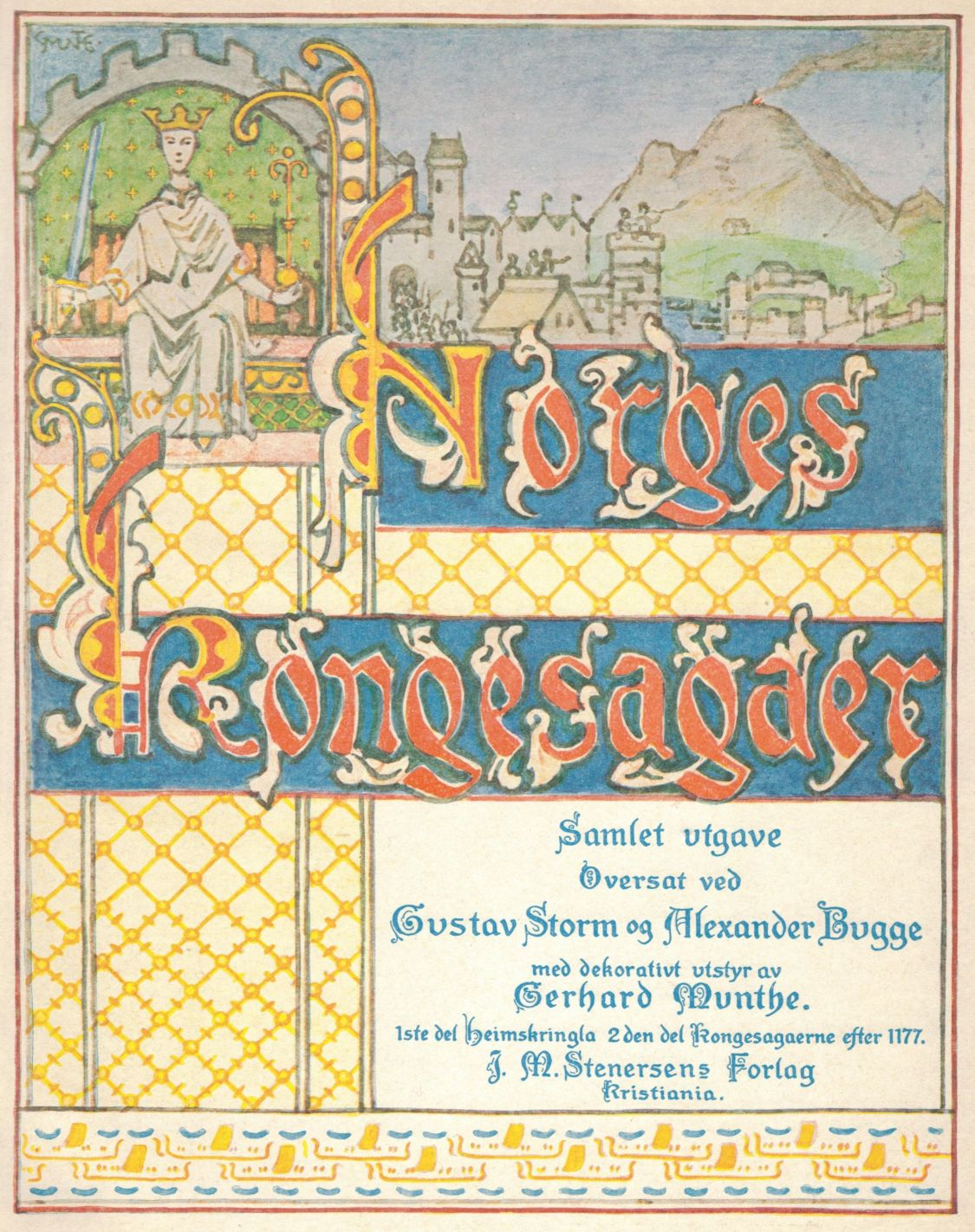
Page de couverture de l'édition de 1914 des "Norges kongesagaer", traduites par Gustav Storm et Alexander Bugge, illustrées par Gerhard Munthe.